# Винебејго (језеро)
Винебејго (енгл. Lake Winnebago) је језеро у Сједињеним Америчким Државама. Налази се на територији америчке савезне државе Висконсин. Површина језера износи 557 km².